# Testosterone undecanoate
Testosterone unecanoate, được bán để sử dụng bằng đường miệng dưới tên biệt dược là Andriol và Jatenzo và được sử dụng bằng đường tiêm dưới tên biệt dược Aveed và Nebido, là một loại thuốc androgen và đồng hóa (AAS) được sử dụng chủ yếu trong điều trị nồng độ testosterone thấp trong đàn ông. Nó cũng được sử dụng trong liệu pháp hormone cho người chuyển giới. Nó được dùng bằng đường miệng hai đến ba lần mỗi ngày với thức ăn hoặc tiêm bắp cứ sau 3,5 ngày đến 2 tuần, tùy thuộc vào phản ứng của từng cá nhân.
Tác dụng phụ của testosterone không gây khó chịu bao gồm các triệu chứng nam tính như mụn trứng cá, tăng trưởng tóc, thay đổi giọng nói, tăng huyết áp, men gan cao, tăng glucose máu và tăng ham muốn tình dục. Thuốc là một tiền chất của testosterone, phối tử sinh học của thụ thể androgen (AR) và do đó là một androgen và đồng hóa steroid. Nó có tác dụng androgen mạnh và tác dụng đồng hóa vừa phải, giúp ích cho việc sản xuất nam tính và phù hợp với liệu pháp thay thế androgen. Testosterone unecanoate là một ester testosterone và là tiền chất của testosterone trong cơ thể. Bởi vì điều này, nó được coi là một dạng testosterone tự nhiên và sinh học.
Testosterone unecanoate được giới thiệu ở Trung Quốc để sử dụng bằng cách tiêm và ở châu Âu để sử dụng bằng miệng vào những năm 1970. Nó đã có sẵn để sử dụng bằng cách tiêm ở châu Âu vào đầu những năm 2000 và ở Hoa Kỳ vào năm 2014. Một công thức để sử dụng bằng miệng hiện không có sẵn ở Hoa Kỳ nhưng đang chờ phê duyệt kể từ năm 2018. Cùng với testosterone enanthate, testosterone cypionate và testosterone propionate, testosterone undecanoate là một trong những estrogen testosterone được sử dụng rộng rãi nhất. Tuy nhiên, nó có lợi thế hơn các este testosterone khác ở chỗ nó có thể được uống bằng miệng và trong đó nó có thời gian dài hơn nhiều khi được tiêm bằng cách tiêm. Ngoài việc sử dụng trong y tế, testosterone unecanoate được sử dụng để cải thiện vóc dáng và hiệu suất. Thuốc là một chất được kiểm soát ở nhiều quốc gia và vì vậy sử dụng phi y tế nói chung là bất hợp pháp.

## Sử dụng trong y tế
Testosterone unecanoate được sử dụng trong liệu pháp thay thế androgen. Nó được phê duyệt đặc biệt chỉ để điều trị hypogonadism. Là một mũi tiêm bắp, nó được dùng với liều 1.000 mg cứ sau 12 lần/tuần  Ngược lại, testosterone không uống phải được uống hai hoặc ba lần một ngày với thức ăn. Bản mẫu:Medications and dosages used in hormone therapy for transgender men

## Tác dụng phụ
Tác dụng phụ của testosterone unecanoate bao gồm virilization trong số tên khác.

## Dược lý

### Dược lực học
| Thuốc                  | Tỉ lệ         |
| ---------------------- | ------------- |
| Testosterone           | 1: 1          |
| Testosterone cypionate | 1: 1          |
| Testosterone enanthate | 1: 1          |
| Methyltestosterone     | 1: 1          |
| Fluoxymesterone        | 1: 2          |
| Oxymetholone           | 1: 3          |
| Oxandrolone            | 1: 3 Vé1: 13  |
| Nandrolone decanoate   | 1: 2.5 Từ1: 4 |
| Nguồn: Xem mẫu.        |               |

Testosterone undecanoate là một tiền chất của testosterone và là một androgen và đồng hóa steroid androgenic (AAS). Đó là, nó là một chất chủ vận của thụ thể androgen (AR).

## Hóa học
Testosterone unecanoate, hoặc testosterone 17β-undecanoate, là một steroid androstane tổng hợp và là một dẫn xuất của testosterone. Nó là một este androgen; cụ thể, nó là C17β undecylate (undecanoate) este của testosterone. Một ester testosterone có liên quan với thời gian rất dài tương tự là testosterone buciclate.

## Lịch sử
Vào cuối những năm 1970, testosterone unecanoate đã được giới thiệu để sử dụng bằng đường miệng ở châu Âu, mặc dù testosterone không tiêm bắp đã được sử dụng ở Trung Quốc trong vài năm. Testosterone không tiêm bắp không được giới thiệu ở châu Âu và Hoa Kỳ cho đến sau này, vào đầu những năm 2000 và 2014, tương ứng. Testosterone unecanoate đã được phê duyệt tại Hoa Kỳ sau ba lần từ chối trước đó do những lo ngại về an toàn.

## Xã hội và văn hoá

### Tên gốc
Testosterone unecanoate là tên gốc của thuốc và USAN và BAN của nó. Nó cũng được gọi là testosterone undecylate.

### Tên biệt dược
Testosterone unecanoate đang hoặc đã được bán trên thị trường dưới nhiều tên biệt dược, bao gồm:
- Andriol
- Androxon
- Aveed
- Cernos Depot
- Jatenzo
- Nebido
- Nebido-R
- Panteston
- Reandron 1000
- Restandol
- Undestor

### Tính khả dụng
Testosterone tiêm bắp không có sẵn ở Hoa Kỳ, Canada, Châu Âu và các nơi khác trên thế giới. Nó được phê duyệt trong hơn 100 nước trên toàn thế giới. Testosterone unecanoate có sẵn ở Canada, Châu Âu, Mexico, Châu Á và các nơi khác nhưng không phải ở Hoa Kỳ. Testosterone tiêm bắp không được bán trên thị trường phổ biến nhất là Nebido ở Canada và Châu Âu và như Aveed ở Hoa Kỳ trong khi testosterone không uống được bán trên thị trường phổ biến nhất là Andriol.

### Tình trạng pháp lý
Testosterone unecanoate, cùng với AAS khác, là chất được kiểm soát theo lịch III ở Hoa Kỳ theo Đạo luật về các chất bị kiểm soát và là chất được kiểm soát theo lịch IV ở Canada theo Đạo luật về Thuốc và Chất được Kiểm soát.

## Nghiên cứu
Vào năm 2013, một thử nghiệm lâm sàng giai đoạn II thử nghiệm tiêm bắp testosterone không điều trị để điều trị bệnh gan nhiễm mỡ không do rượu (NASH) đã được bắt đầu tại Vương quốc Anh. Tại Hoa Kỳ vào năm 2018, Lipocine Inc. đã bắt đầu điều tra về tiềm năng của việc sử dụng công thức testosterone không gây dị ứng đường uống, được gọi là LPCN-1144, ở bệnh nhân mắc NASH.